# Diocese de Torreón
A Diocese de Torreón (em latim: Dioecesis Torreonensis) é uma diocese da Igreja Católica localizada no município de Torreón, no estado de Coahuila, no México. Foi fundada em 19 de junho de 1957 pelo Papa Pio XII. Com uma população católica de 742.149 habitantes, sendo 80,0% da população total, possui 62 paróquias com dados de 2021.

## História
Em 19 de junho de 1957 o Papa Pio XII cria a Diocese de Torreón através do território da Diocese de Saltillo.

## Lista de bispos
A seguir uma lista de bispos desde a criação da diocese em 1957.
|        | Nome                          | Período      | Notas                                |
| Bispos | Bispos                        | Bispos       | Bispos                               |
| ------ | ----------------------------- | ------------ | ------------------------------------ |
| 4º     | Luis Martín Barraza Beltrán   | 2017 - atual |                                      |
| 3º     | José Guadalupe Galván Galindo | 2000 - 2017  |                                      |
| 2º     | Luis Morales Reyes            | 1990 - 1999  | Nomeado arcebispo de San Luis Potosí |
| 1º     | Fernando Romo Gutiérrez       | 1958 - 1990  |                                      |